# Stochód (przystanek kolejowy)
Stochód (ukr. Стохід, ros. Стоход) – przystanek kolejowy w miejscowości Świdniki, w rejonie kowelskim, w obwodzie wołyńskim, na Ukrainie. Leży na linii Zdołbunów – Kowel. Nazwa pochodzi od pobliskiej rzeki Stochód.